# Dina Sanichar
Dina Sanichar (1860 circa – 1895) è stato un bambino selvaggio indiano.

## Biografia
Sanichar fu trovato da un gruppo di cacciatori, tra un branco di lupi all'interno di una grotta a Bulandshahr, Uttar Pradesh, India, nel febbraio 1867, quando aveva un'età di circa sei anni. Sanichar fu portato al Sikandra Mission Orphanage dove gli venne dato il nome "Sanichar", poiché arrivato di sabato. Quando giunse all'orfanotrofio, secondo quanto riferito, camminava a quattro zampe e mangiava carne cruda. Non poteva parlare, ma emetteva suoni simili a quelli di un lupo.
Continuò a vivere tra gli umani per oltre vent'anni, ma non imparò mai a parlare e rimase gravemente compromesso per tutta la vita. L'unico vizio umano che Sanichar assimilò nella sua esistenza fu il fumo. Morì di tubercolosi nel 1895.
La storia è contemporanea a quella di Mowgli, ma Rudyard Kipling non confermò mai di esserne stato ispirato.